# Václav Láska (vědec)
Václav Láska (24. srpna 1862 Praha-Nové Město – 27. července 1943 Řevnice) byl český geodet, astronom a matematik.

## Život
Jeho prvotním zájmem byla astronomie, proto už během studia matematiky a fyziky na Karlově univerzitě, kde byl pilným posluchačem profesora Ladislava Weineka, byl od roku 1884 náhradním asistentem v hvězdárně Klementina. Po ukončení studia dále v práci v hvězdárně pokračoval, ale špatná finanční situace v oboru jej přiměla obrátit pozornost ke geodézii. V roce 1890 byl jmenován řádným asistentem astronomie Karlovy univerzity, zároveň se habilitoval v oboru geodézie a začal přednášet na České technice.
Láska pokračoval v kariéře v obou oborech, ale v českých zemích byla patřičná profesorská místa obsazena, takže v roce 1895 přijal nabídku ze Lvova stát se mimořádným profesorem tamní univerzity.
Do Prahy se vrátil v roce 1911 na pozici profesora aplikované matematiky na Filozofickou fakultu Karlo-Ferdinandovy univerzity. Zde mimo jiné založil Geofyzikální ústav, který se stal součástí Akademie věd České republiky.
Zemřel roku 1943 v Řevnicích. Pohřben byl na Olšanských hřbitovech.

## Dílo
- LÁSKA, Václav. Počet pravděpodobnosti. Praha: Česká matice technická, 1921. Dostupné online.
- LÁSKA, Václav; HRUŠKA, Václav. Počet grafický a graficko-mechanický. Praha: Jednota československých matematiků a fyziků, 1923. (Knihovna spisů matematických a fyzikálních 9).
- LÁSKA, Václav; HRUŠKA, Václav. Teorie a prakse numerického počítání. Praha: Jednota československých matematiků a fyziků, 1934. (Knihovna spisů matematických a fyzikálních 15).